# Деттесфельд
Деттесфельд (нім. Döttesfeld) — громада в Німеччині, розташована в землі Рейнланд-Пфальц. Входить до складу району Нойвід. Складова частина об'єднання громад Пудербах.
Площа — 5,85 км2. Населення становить 642 ос. (станом на 31 грудня 2020).